# مهدی هاشمی‌نسب
سید مهدی هاشمی‌نسب (زادهٔ ۷ بهمن ۱۳۵۲ در آبادان) بازیکن سابق و مربی فوتبال اهل ایران است.
وی در بیشتر تیم‌های سرشناس ایران از جمله پرسپولیس، پاس تهران، استقلال و سایپا بازی کرده است. او از جمله بازیکنان و تنها مدافعی است که علاوه بر بازی در دو تیم پرسپولیس و استقلال در شهرآورد تهران برای دو تیم گلزنی کرده است. او در شهرآورد تهران، ۴ گل برای پرسپولیس و ۱ گل برای استقلال به ثمر رسانده است.
انتقال هاشمی‌نسب از تیم سرخ‌پوش تهرانی به باشگاه استقلال تهران و اتفاقات دربی و حواشی متوالی پس از آن باعث شده رکورد و دستاورد بزرگ وی کمتر مورد توجه قرار گیرد. هاشمی‌نسب در افتخاری کم‌نظیر موفق شده است با سه تیم پرسپولیس، استقلال تهران و پاس تهران قهرمان لیگ فوتبال ایران بشود.

## یاغی فوتبال ایران
یاغی فوتبال ایران معروف‌ترین لقب مهدی هاشمی‌نسب بود. نام وی با انتقال جنجالی، شهرآورد پنجاهم تهران یا دربی ۹ دی ۱۳۷۹، گلزنی و بی‌هوش شدن، عجین شده و تنفر حامیان تیم سرخ‌پوش پایتخت و عشق و محبت عجیب هواداران استقلال تهران به هاشمی نسب همچنان جریان دارد.

## دوران حرفه‌ای
وی فوتبال خود را از تیم مبارزان آغاز نمود و سپس به پاس تهران پیوست. وی در میان تیم‌های زیادی رفت‌وآمد نمود که از آن جمله برق شیراز، انتظام و پارس خودرو و کپه‌داغ ترکمنستان بودند. استعداد وی در سرزنی و استحکامش در دفاع باعث گردید وی به تیم ملی برسد. وی بعد از سه سال بازی در پرسپولیس تهران در یکی از جنجالی‌ترین انتقالات فوتبال ایران به تیم استقلال تهران پیوست. هاشمی نسب دو سال در استقلال بود و موفق شد با این تیم قهرمان لیگ و حذفی ایران شود.
پاس تهران تیم بعدی مهدی هاشمی نسب بود. وی در این تیم باز هم جام قهرمانی لیگ ایران را بالای سر برد. سایپا و عقاب تیم‌های بعدی او بودند و پس از آن به مشهد رفت و در تیم‌های ابومسلم، پیام مشهد، سیاه‌جامگان بازی کرد. هاشمی نسب در آخرین فصل دوباره جذب ابومسلم شد و با پیوستن به کادر فنی این تیم کفش‌های خود را آویخت.

## افتخارات

### باشگاهی

#### کپه‌داغ ترکمنستان
- قهرمانی جام حذفی ترکمنستان(۱): ۱۹۹۷

#### پرسپولیس
- مدال برنز جام باشگاه‌های آسیا(۱):۲۰۰۰–۱۹۹۹
- قهرمانی لیگ فوتبال ایران(۲): ۱۳۷۸، ۱۳۷۹
- قهرمانی جام حذفی ایران(۱): ۱۳۷۸

#### استقلال
- مدال برنز جام باشگاه‌های آسیا(۱): ۰۲–۲۰۰۱
- قهرمانی لیگ فوتبال ایران(۱): ۱۳۸۰
- قهرمانی جام حذفی ایران(۱): ۱۳۸۱
- قهرمانی جام کیش(۱): ۱۳۸۰
- قهرمانی جام اتحادیه ایران(۱): ۱۳۸۱

#### پاس تهران
- قهرمان لیگ فوتبال ایران(۱): ۱۳۸۳

### مربیگری

#### فولاد خوزستان
- قهرمانی جام حذفی فوتبال ایران(۱): ۱۴۰۰–۱۳۹۹[۵]
- قهرمانی سوپر جام فوتبال ایران(۱): ۱۴۰۰[۶]

#### استقلال تهران
- نایب قهرمانی لیگ برتر فوتبال ایران (۱): ۰۳_۱۴۰۲